# Sechelt
Sechelt è una municipalità distrettuale del Canada, situata in Columbia Britannica, nel distretto regionale di Sunshine Coast.